# Copa Verde 2022
La Copa Verde 2022 è stata la 9ª edizione della Copa Verde, competizione statale riservata alle squadre delle regioni del Nord, del Centro-Ovest e dell'Espírito Santo.

## Formula
La competizione si svolge ad eliminazione diretta in gara unica per i primi tre turni. Non sono previsti tempi supplementari nei turni in gara singola. Dalle semifinali in poi, le sfide sono andata e ritorno. In caso di parità nella differenza reti al termine del doppio scontro, la vincente del turno verrà decretata tramite i calci di rigore.
Il club vincitore ottiene un posto per il terzo turno di Coppa del Brasile 2023.

## Partecipanti
| Stato              | Squadra (Città)                 | Motivo qualificazione                                         |
| ------------------ | ------------------------------- | ------------------------------------------------------------- |
| Acre               | Rio Branco-AC (Rio Branco)      | Vincitore del Campionato Acriano 2021                         |
| Acre               | Humaitá-AC (Porto Acre)         | 2° nel Campionato Acriano 2021                                |
| Amazonas           | São Raimundo-AM (Manaus)        | 2° nel Campionato Amazonense 2021                             |
| Distretto Federale | Brasiliense (Taguatinga)        | Vincitore del Campionato Brasiliense 2021                     |
| Espírito Santo     | Real Noroeste (Águia Branca)    | Vincitore del Campionato Capixaba 2021                        |
| Goiás              | Vila Nova (Goiânia)             | 2º nel Campionato Goiano 2021                                 |
| Goiás              | Goiás (Goiânia)                 | 1ª migliore squadra del ranking CBF a non essersi qualificata |
| Mato Grosso        | Cuiabá (Cuiabá)                 | Vincitore del Campionato Mato-Grossense 2021                  |
| Mato Grosso        | CEOV (Várzea Grande)            | 2º nel Campionato Mato-Grossense 2021                         |
| Mato Grosso        | Luverdense (Lucas do Rio Verde) | 2ª migliore squadra del ranking CBF a non essersi qualificata |
| Mato Grosso do Sul | Costa Rica (Costa Rica)         | Vincitore del Campionato Sul-Mato-Grossense 2021              |
| Pará               | Paysandu (Belém)                | Vincitore del Campionato Paraense 2021                        |
| Pará               | Tuna Luso (Belém)               | 2º nel Campionato Paraense 2021                               |
| Rondônia           | Real Ariquemes (Ariquemes)      | Vincitore del Campionato Rondoniense 2021                     |
| Roraima            | São Raimundo-RR (Boa Vista)     | Vincitore del Campionato Roraimense 2021                      |
| Roraima            | Náutico-RR (Boa Vista)          | 2º nel Campionato Roraimense 2021                             |
| Tocantins          | Tocantinópolis (Tocantinópolis) | Vincitore del Campionato Tocantinense 2021                    |

## Risultati

### Primo turno
| Squadra 1  | Risultato | Squadra 2  |
| ---------- | --------- | ---------- |
| Humaitá-AC | 3 – 0     | Náutico-RR |

### Secondo turno
| Squadra 1       | Risultato       | Squadra 2       |
| --------------- | --------------- | --------------- |
| Paysandu        | 3 – 0           | Humaitá-AC      |
| Real Ariquemes  | 0 – 4           | Tocantinópolis  |
| São Raimundo-RR | 1 – 2           | São Raimundo-AM |
| Rio Branco-AC   | 1 – 1 (4-5 dtr) | Tuna Luso       |
| Cuiabá          | 2 – 0           | Costa Rica      |
| Luverdense      | 0 – 1           | Brasiliense     |
| Goiás           | 2 – 2 (4-5 dtr) | Real Noroeste   |
| Vila Nova       | 2 – 1           | CEOV            |

### Quarti di finale
| Squadra 1 | Risultato       | Squadra 2       |
| --------- | --------------- | --------------- |
| Paysandu  | 2 – 0           | Tocantinópolis  |
| Tuna Luso | 0 – 3           | São Raimundo-AM |
| Cuiabá    | 0 – 3           | Brasiliense     |
| Vila Nova | 0 – 0 (3-2 dtr) | Real Noroeste   |

### Semifinali
| Squadra 1       | Totale | Squadra 2 | Andata | Ritorno |
| --------------- | ------ | --------- | ------ | ------- |
| São Raimundo-AM | 2 – 5  | Paysandu  | 2 – 2  | 0 – 3   |
| Brasiliense     | 2 – 3  | Vila Nova | 1 – 1  | 1 – 2   |

### Finale
| Squadra 1 | Totale          | Squadra 2 | Andata | Ritorno |
| --------- | --------------- | --------- | ------ | ------- |
| Paysandu  | 1 – 1 (4-3 dtr) | Vila Nova | 0 – 0  | 1 – 1   |